# Ландграф (Нидерланды)
Ландграф (нидерл. Landgraaf, лимб. Lankgraaf) — община в нидерландской провинции Лимбург. Расположена в восточной части провинции. Площадь составляет 24,69 км². Население по данным на январь 2007 года — 38 917 человек. Плотность населения — 1582 чел/км².